# Ioan Gh. Botez
Ioan Gh. Botez (n. 5 martie 1892, satul Chișcăreni, județul antebelic Iași - 23 ianuarie 1953, colonia de muncă de la Capul Midia) a fost un profesor al Universității din Iași, întemeietor al școlii românești de antropologie și om politic român. 

## Familia
Ioan Gh. Botez a fost al doilea dintre cei șase copii ai învățătorului Gheorghe Botez, din satul Chișcăreni, județul Iași, și ai Emiliei, născută Dașchevici.

## Studiile
Ioan Gh. Botez a urmat studiile secundare la Liceul Internat din Iași obținând bacalaureat în anul 1912.
Licențiat în științe naturale, în anul 1918, al Facultății de științe a Universității „Alexandru Ioan Cuza” din Iași.
Numit, la 1 ianuarie 1926, preparator la Catedra de morfologie animală de la Univesitatea „Alexandru Ioan Cuza” din Iași, profesor fiind academicianul Paul Bujor. A obținut, prin concurs, o bursă a Academiei Române, pentru a se specializa în antropologie la Paris.
S-a pregătit, între anii 1921 și 1926, pentru doctorat, sub direcția savantului R. Anthony de la Școala de antropologie din Paris. Lucrarea de doctorat poartă titlul Etude morphologique et morphogénique du squelette du bras et de l'avant-bras chez les primates, publicată la Paris, în anul 1926.
La susținerea lucrării, care a avut loc la Sorbona, a obținut titlul de doctor în antropologie, cu aprecierea "trés honorable". Teza sa de doctorat a fost recompensată cu premiul Broca al Societății de antropologie din Paris, acordat în anul 1926.

## Activitatea didactică și științifică
Ioan Gh. Botez a fost numit, la 1 ianuarie 1926, conferențiar suplinitor la cursul de paleontologie umană al Facultății de Științe din Iași. 
În 1930 este creată, la Universitatea din Iași, catedra de paleontologie și antropologie. Ioan Gh. Botez este numit, la 1 octombrie 1930, profesor suplinitor, iar la 1 decembrie 1931 devine primul profesor titular al acestei catedre.
În paralel cu activitatea de la catedră, Ioan Gh. Botez a efectuat studii privind anatomia comparată a primatelor și a omului. A inițiat studii multilaterale asupra paleoliticului de pe teritoriul României, aprofundând probleme de stratigrafie, paleontologie și arheologie. Din studiile efectuate în aceste domenii el a publicat lucrarea Date paleolitice pentru stratigrafia loessului în nordul Basarabiei, apărută în 1930 și distinsă cu premiul Academiei Române.
Una dintre realizările remarcabile ale profesorului Ioan Gh. Botez a fost descoperirea, pentru prima oară pe teritoriul României, în săpăturile de la Cormani, efectuate împreună cu cercetători de la catedra sa de la Universitatea din Iași, a unor rămășițe fosile umane provenite din paleolitic. Este vorba despre un fragment de femur. A continuat să cerceteze zona dintre Prut și Nistru, în căutarea unor urme din perioada paleoliticului mijlociu.
În 1935 a prezentat la Congresul Internațional de Preistorie de la Washington lucrarea Report on the Paleolithic in Romania.
În anul 1937 a avut loc la București Congresul Internațional de Antropologie și Arheologie Preistorică.  Ioan Gh. Botez a făcut parte din comitetul de organizare a congresului. El a fost și unul dintre președinții Secțiunii a doua, de Paleontologie umană și arheologie preistorică, împreună cu K. Asolan, Ioan Andrieșescu și Sergio Sergi.
A participat la prima Reuniune Internațională de fizică, chimie și biologie, care a avut loc la Paris, pe timpul Expoziției Internaționale din 30 septembrie - 9 octombrie 1937.
În anul 1938 catedra de paleontologie și antropologie a universității din Iași a fost desființată. Personalul vechii catedre a fost transferat la catedra de morfologie animală. Aici au fost continuate studiile începute de specialiștii paleontologi și antropologi.
Începând cu anul 1940 a condus Stațiunea zoologică marină Regele Ferdinand de la Agigea, unde a asigurat studierea cu succes a biologiei marine a Mării Negre.
A fost membru al Societății de antropologie din Paris (Société d'Anthropologie de Paris) și al Societății geologice din Franța (Société Géologique de France). Primele studii de antropologie au fost introduse în România de profesorul Francisc Iosif Rainer. Totuși profesorul Ioan Gh. Botez este pe drept cuvânt considerat fondatorul școlii românești de antropologie. El a condus prima catedră din România a acestei specialități, cea de la Iași. Tot el a fost acela care a publicat primele cursuri de strictă specialitate.

## Activitatea politică
Ioan Gh. Botez a fost membru al Partidului Național-Țărănesc, președinte al organizației din Iași și membru al Delegației permanente a partidului. A fost ales deputat de Iași.
Ioan Botez era dintre cei care, la începutul anului 1940, își declarau deschis atitudinea anti-nazistă și profesau public convingerea în prăbușirea celui de-al Treilea Reich. El făcea parte din grupul de intelectuali ieșeni, format în majoritate din membri ai P.N.Ț., care în timpul războiului, a întreținut în opinia publică ieșeană încrederea în prăbușirea regimului totalitar din Germania și în viitorul României.
În toamna anului 1946, Ioan Gh. Botez a desfășurat o intensă activitate politică, mai cu seamă la sate, încercând să contribuie la salvarea țării de pericolul comunist. La alegerile din 19 noiembrie a anului 1946 a figurat pe lista Partidului Național Țărănesc pentru alegerile parlamentare.

## Scoaterea din învățământ, deținut politic
În luna august 1948 a apărut noua lege a învățământului, care excludea toate cadrele necolaboraționiste, reorganizând atât învățământul mediu cât și pe cel superior conform modelului sovietic. Tot în vara anului 1948 erau desființate toate vechile institute de cercetări, înlocuite cu altele noi, sub patronajul Academiei R.P.R.
Prin aplicarea măsurilor restrictive politice ale reformei învățământului, profesorului Ioan Gh. Botez i s-a interzis să mai lucreze la catedra universitară. Era efectul activității sale politice în cadrul P.N.Ț., dar mai ales urmarea activității intense pe care o dusese în vederea alegerilor din noiembrie 1946. În schimb, i s-a făcut propunerea bizară de a preda limba rusă, pe care nu o cunoștea, la un gimnaziu dintr-o localitate aflată în prejma orașului Piatra Neamț. Evident că nu a putut da curs acestei propuneri.
În toamna lui 1948, aflat la Iași, i s-a înscenat o diversiune pentru a se găsi motivul imaginar al unei detenții pe motive politice. Era acuzat că a contribuit cu bani la ajutorarea unui grup anticomunist. 
A rămas arestat un an și jumătate, dar fără a fi judecat și condamnat. După eliberarea din detenție i s-a interzis, în continuare, exercitarea profesiei. A urmat o nouă perioadă de detenție, în închisori și lagăre de muncă, de anchetări și supunere la chinuri fizice și morale. A beneficiat de o eliberare condiționată și cu supraveghere la domiciliu, situație care s-a dovedit doar provizorie.
S-au păstrat câteva scrisori din anul 1951, din care se văd eforturile pe care le făcea pentru găsirea unei slujbe. Cunoaștem din aceste scrisori pe cei câțiva prieteni care, cu riscul periclitării propriilor lor poziții profesionale, încercau să-i găsească o slujbă corespunzătoare valorii lui științifice și umane.
Unul dintre cei care au încercat, cu insistență, să-l ajute era fostul său student și asistent, devenit profesorul Mihai Băcescu. Ultimele speranțe de angajare dispar când, la 23 decembrie, primește o scrisoare prin care Băcescu îi comunică: „... trebuie să-mi fac proasta datorie de a vă anunța rezultatul negativ ... primirea v-a fost respinsă de cadre, cu toate bunele referate. Promisiuni – promisiuni și așteptare de scheme. Știu că vi s-a aplecat de promisiuni, dar, credeți-mă, n-am avut în viață mai mare dorință de a face ceva și mai mare amărăciune în fața neputinței mele.”

## Martiriul
Într-una din nopțile verii anului 1952, organele autorităților comuniste i-au făcut o percheziție la locuința sa: au răscolit absolut toată casa – prin cămări și prin pod, nu numai în camere. I s-au aruncat în stradă toate lucrările și manuscrisele și biblioteca sa științifică. Toate actele și lucrările lui au fost împrăștiate. Unele cărți publicate de el, care li se păruseră subversive, au fost luate.
A fost din nou arestat și trimis în lagărul de muncă forțată și de exterminare de la Canalul Dunăre-Marea Neagră. Aici a fost introdus în brigadă formată din foștii membri ai comitetelor județene ale P.N.Ț. și P.N.L.
Subnutrit, grav bolnav și epuizat fizic, în ultimele zile de viață reușea cu eforturi supraomenești să se țină pe picioare. În aceste condiții inumane era silit să sape și să transporte roaba cu pământ și piatră pe distanțe mari.
Ioan Gh. Botez a murit în ziua de 23 ianuarie a anului 1953, în colonia penitenciară de la Capul Midia. Deși în certificatul oficial de deces cauza morții sale este indicată ca fiind insuficiența cardiacă, se știe în mod sigur că nu a fost vorba de o moarte naturală. A fost înmormântat într-una din gropile comune din cimitirul fără cruci din Țiganca Dobrogei, împreună cu trupurile altor martiri ai comunismului.
Un milițian s-a prezentat la rudele profesorului din Iași, aducând vestea decesului și o bocceluță cu lucrurile rămase de la el.
Vestea morții lui Ioan Gh. Botez a impresionat lumea universitară din Iași, pe care o înnobilase prin personalitatea sa umană și științifică. Cu toată atmosfera de teroare care domnea în acele timpuri, mai mulți universitari au prezentat condoleanțe familei. Printre aceștia s-au numărat, spre cinstea lor, profesorii Vasile Pavelcu, Dimitrie Mangeron, Octav Mayer și Olga Necrasov.
Trebuie să menționăm că Olga Necrasov, cea care i-a urmat profesorului la catedră, i-a dedicat o prezentare sinceră și demnă, care a fost publicată în lucrarea Istoria Științelor în România, în anul 1975.

## Lucrări publicate
- „Etude morphologique et morphogénique du squelette du bras et de l'avant-bras chez les primates”, Paris, 1926
- „Date paleolitice pentru stratigrafia loessului în nordul Basarabiei”,București, 1930
- „Recherches de Paléontologie Humaine au Nord de la Bessarabie”, Jassy, Imprimeria "Opinia", 1933
- „Curs de Paleontologie umană”, Iași, litografiat, 1933
- „Report on the Paleolithic in Romania”, lucrare prezentată la Congresul Internațional de Preistorie de la Washington, 1935
- „Curs de Antropologie generală”, Iași, litografiat, 1936
- „Contribuțiuni la studiul taliei și al indicelui cefalic în Moldova de Nord și Bucovina”,.Iași, Institutul de Arte Grafice "Brawo", 1938
- „Comémoration du professeur Borcea. Allocution”, București, 1948